# National Security Space Launch

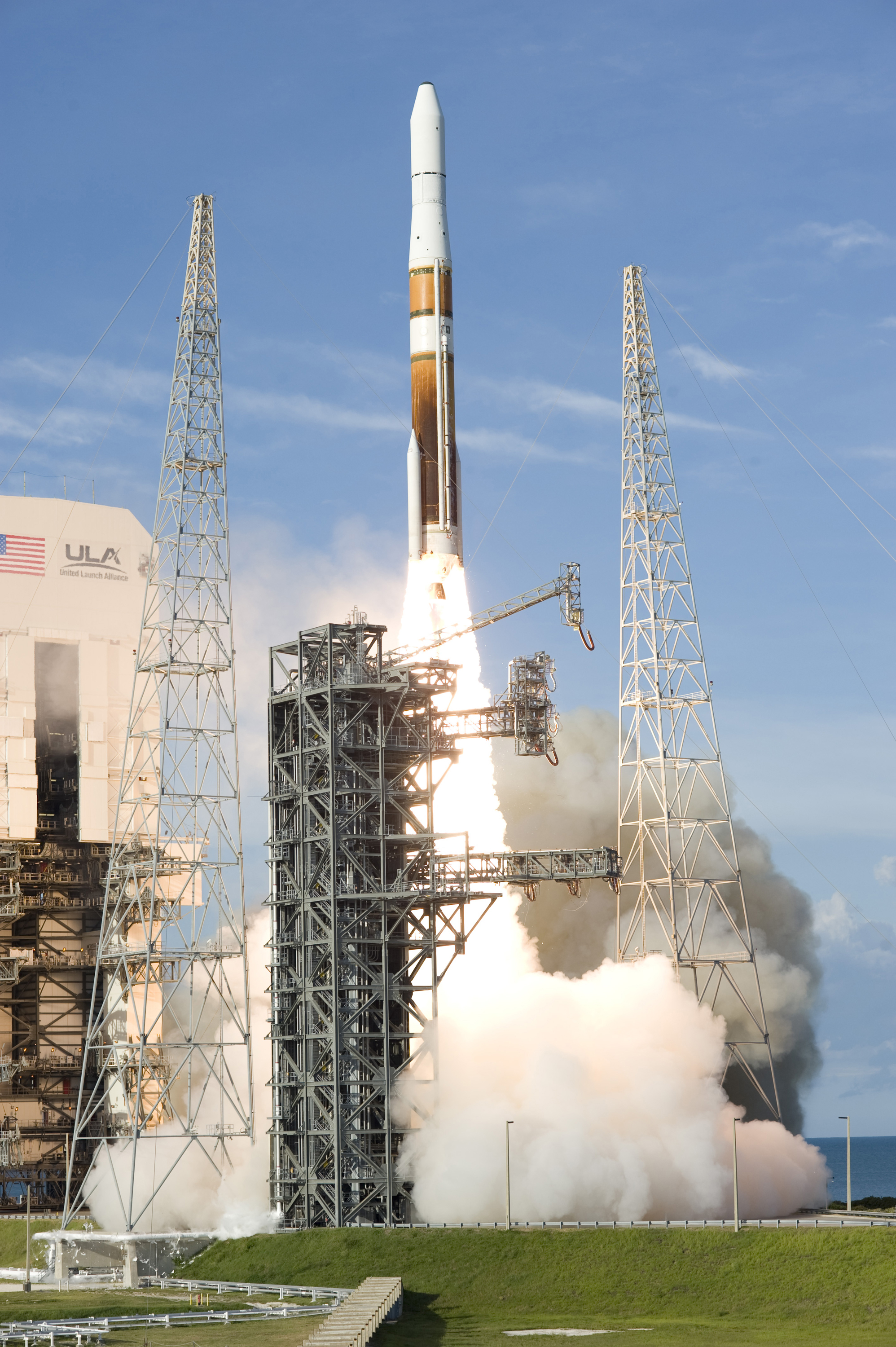
El sistema de lanzamiento Delta IV en activo desde el SLC-37. Muchos elementos del sistema son claramente visibles, incluyendo las estructuras de servicio móviles y fijas. La plataforma queda oculta por los gases expulsados.

El programa National Security Space Launch (Lanzamiento Espacial de Seguridad Nacional), anteriormente conocido como EELV (Evolved Expendable Launch Vehicle, Vehículo de Lanzamiento Desechable Evolucionado), es un programa de lanzaderas espaciales de la Fuerza Aérea de los Estados Unidos (USAF), cuyo cometido es asegurar el acceso al espacio al departamento de defensa y otras cargas del gobierno estadounidense. El programa, que comenzó en los años 1990 con la meta de hacer los lanzamientos espaciales del gobierno más asequibles y confiables, dio como resultado el desarrollo de dos sistemas de lanzamiento, el Delta IV y el Atlas V, de la empresa estadounidense United Launch Alliance. Estos sistemas de lanzamiento, junto con el cohete Falcon 9 de la empresa SpaceX, de certificación más reciente, son los principales métodos para lanzar los satélites militares de los EE. UU. Actualmente, otro vehículo de lanzamiento de SpaceX, el Falcon Heavy, está en proceso de certificación, a la espera del resultado de la misión STP-2, programada para despegar el 25 de junio de 2019 a las 03:30 UTC.
El programa cambió su nombre a National Security Space Launch el 1 de marzo de 2019 para reflejar de mejor manera la naturaleza cambiante de la contratación de lanzaderas, incluyendo el retiro del transbordador espacial y la inclusión de cohetes reutilizables.